# Billy Falcon
Billy Falcon pseudonimo di William Falcone (13 luglio 1956) è un cantante e paroliere statunitense.

## Biografia
Falcon è cresciuto a Rosedale, nel Queens, pubblicando una serie di album rock fra gli anni settanta e ottanta. I primi anni novanta vedono Falcon firmare un accordo con la Mercury Records dopo che il suo fan Jon Bon Jovi lo contattò per lavorare insieme. Pretty Blue World, edita nel 1991, produsse il più grande successo di Falcon, Power Windows.
Falcon vive a Nashville ed è più conosciuto come paroliere, avendo scritto e collaborato alla redazione dei testi di molte canzoni di Trace Adkins, Sherrie Austin, Cher, Manfred Mann's Earth Band e Stevie Nicks, nonché avendo collaborato diverse volte con Jon Bon Jovi e Richie Sambora nei precedenti album dei Bon Jovi.
Grazie ad internet, molti suoi fan chiesero a Falcon della nuova musica. Come risultato, Songs About Girls fu pubblicata nel 2001. Falcon ora scrive e registra in Ohio. Il suo album successivo, Made Man, fu pubblicato nell'estate del 2005.

## Discografia
- 1977 Billy Falcon's Burning Rose
- 1979 Billy Falcon (aka Improper Attire)
- 1979 Billy Falcon Group - Priceless EP
- 1980 Falcon Around
- 1983 Billy & Myla - School of Hard Knocks
- 1986 Spark In The Dark
- 1988 Haunted Guitar
- 1991 Pretty Blue World
- 1994 Letters From A Paper Ship
- 2003 Songs About Girls
- 2004 Released (registrato nel 1995)
- 2006 Made Man

Come paroliere
- 2009 When we were beautiful, Bon Jovi
- 2009 Superman Tonight, Bon Jovi
- 2009 Love's the Only Rule, Bon Jovi